# Gołąb okularowy
Gołąb okularowy (Columba guinea) – gatunek średniej wielkości ptaka z rodziny gołębiowatych (Columbidae), zamieszkujący Afrykę Subsaharyjską.

## Charakterystyka

### Wymiary
Ciało gołębia okularowego osiąga długość 32–35 cm i masę 219–390 g. Skrzydło samca mierzy 22,5–23,3 cm, a samicy 22,3–23 cm. Ogon może mieć długość od 9,6 cm do 12,5 cm. Dziób dorasta do 1,9–2,3 cm. Długość skoku mieści się w zakresie 2,2–2,8 cm.

### Wygląd zewnętrzny
Osobnik dorosły
Głowa szaroniebieska, jaśniejsze brzegi na granicy z nagą, czerwoną skórą przy oczodołach. Pióra pokrywające rdzawoczerwoną pierś wraz z szyją czerwone u podstawy, rozwidlające się i wydłużone; końcówki niebieskawe z zielonkawym połyskiem. Brzuch nieco jaśniejszy niż pierś. Grzbiet czerwonobrązowy z lekko fioletowymi refleksami. Wewnętrzne pokrywy skrzydłowe oraz lotki trzeciorzędowe o kasztanowej barwie, mogą występować szare przebłyski w kolorze tych partii ciała. Wierzchnia część pokryw skrzydłowych szara, w większości z piórami o białych zakończeniach. Lotki szarobrązowe. Kuper jasnoszary, stopniowo przechodzący w ciemniejszy odcień na pokrywach nadogonowych. Pokrywy podogonowe szare, spód ogona prawie czarny z jasnoszarą zewnętrzną stroną piór położonych najdalej od środka ogona. Góra ogona szara z ciemną, dobrze widoczną i szeroką końcówką. Tęczówka słomkowożółta, z różowawym lub brązowym pierścieniem wokół. Dziób czarny z biało-czerwoną woskówką. Nogi różowofioletowe. Dymorfizm płciowy nieznaczny, zazwyczaj samiec ma nieco silniejszą budowę ciała niż samica.
Osobnik młody
Upierzenie mniej intensywne, brak czerwonej podstawy piór pokrywających szyję i pierś. Grzbiet brązowy. Mało widoczne końcówki piór na pokrywach skrzydłowych. Lotki o silnie brązowym zabarwieniu. Skóra przy oczodołach brązowa.

## Występowanie

### Środowisko
Gatunek zdolny do przystosowania się do zróżnicowanych warunków. Występuje na sawannach, terenach leśnych, polach uprawnych oraz w miastach. i na wsiach Wybiera przede wszystkim klify, skaliste wychodnie i wąwozy, natomiast na terenach miejskich przebywa na wysokich budynkach. 

### Zasięg występowania
Występuje w Afryce Subsaharyjskiej. Spotykany na obszarze obejmującym południową Mauretanię, Senegal, Gwineę, Sudan, Etiopię, Somalię, Kenię, Rwandę, Ugandę, Burundi i Tanzanię. Ponadto populacje gołębia okularowego zamieszkują południową Angolę, północną Namibię, Botswanę, Zimbabwe i zachodni Mozambik. Zamieszkuje także Suazi, Lesotho i większość RPA.

## Tryb życia i zachowanie
Prowadzi stadny tryb życia i poza okresem lęgowym łączy się w grupy liczące do kilkuset osobników, również z innymi gołębiowatymi. Poszukuje pożywienia przez większość dnia.
Długość życia: 15–30 lat w niewoli.

### Głos
Podobny do dźwięków wydawanych przez gołębia skalnego, ale szybszy i o wyższej tonacji. Nawoływanie rozpoczyna ciche gruchanie, po chwili gwałtownie zwiększające głośność.

## Pożywienie
Poszukuje pokarmu na polach uprawnych, drogach i trawnikach. Spożywa ziarno oraz nasiona roślin takich, jak rdestówka powojowata, buzdyganek naziemny i należących do rodzaju szarłat. Ponadto żywi się słonecznikiem, pszenicą, sorgo, kukurydzą i orzechami ziemnymi. Je także trawę, żołędzie, figi i owoce jatrofy. Czasem zjada termity i inne owady. 

## Rozród

### Okres godowy
Toki: tokowy śpiew samca opisywany jest jako raptowne coo-co, po którym następuje krótki, przytłumiony dźwięk. Samiec pochyla się przed samicą, trzepocze skrzydłami i uwydatnia pióra na gardle. W locie tokowym słychać głośny trzepot skrzydeł, samiec wykonuje lot ślizgowy na skrzydłach trzymanych sztywno nieco poniżej reszty ciała.
Habitat: zbocza, jaskinie, wąwozy, płytkie zagłębienia w ziemi, drzewa lub wnętrza budynków.
Gniazdo: samiec przygotowuje materiał na budowę, a samica zajmuje się jego ostateczną konstrukcją. Gotowa platforma składa się z gałązek, korzonków, trawy i innych roślin, czasem również z tworzyw sztucznych (np. druty).

### Okres lęgowy
Gołąb okularowy rozmnaża się przez cały rok, ale najczęściej pod koniec pory suchej.
Jaja: samica składa od jednego do trzech jaj o białej barwie, zazwyczaj po dwa w lęgu. Średni wymiar jaja to 37 na 28 mm.
Wysiadywanie: trwa 14–18 dni, samiec i samica wymieniają się tym zadaniem rano oraz późnym popołudniem.
Pisklęta: rodzice karmią je ptasim mleczkiem z wola. Pierzenie zachodzi po 20–25 dniach. Młode opuszczają gniazdo po okresie wahającym się między 21 a 37 dni. 

## Podgatunki
| Wyróżniane podgatunki            | Wyróżniane podgatunki | Wyróżniane podgatunki |
| -------------------------------- | --- | --------------------- |
| C. g. guinea Linnaeus, 1758      | Podgatunek nominatywny. Terytorium obejmujące obszar od Senegambii przez Erytreę, północno-zachodnią Somalię, Ugandę i zachodnią Kenię do południowej Tanzanii. |                       |
| C. g. bradfieldi (Roberts, 1931) | Występuje na terenie od południowo-zachodniej Angoli, przez zachód Zimbabwe do północno-zachodniej części południa Afryki. Jego upierzenie jest jaśniejsze niż u podgatunku nominatywnego. |                       |
| C. g. phaeonota G. R. Gray, 1856 | Wschodnie Zimbabwe i cała południowa część Afryki z wyjątkiem północnego zachodu. Od podgatunku nominatywnego różni się ciemniejszym upierzeniem głowy oraz kupra. Wydłużone pióra na gardle mają bardziej rozległą czerwonawą podstawę oraz ciemniejsze końcówki z zielonkawym lub różowym połyskiem. Mniej widoczne białe końcówki pokryw skrzydłowych. Brzuch ciemniejszy, szary. Skrzydło o długości 21,4–23,2 cm. |                       |

Międzynarodowy Komitet Ornitologiczny (IOC) takson bradfieldi uznaje za synonim C. g. phaeonota.

## Status
Międzynarodowa Unia Ochrony Przyrody (IUCN) uznaje gołębia okularowego za gatunek najmniejszej troski (LC – Least Concern) nieprzerwanie od 1988 roku. Nie oszacowano całkowitej liczebności populacji, ale gatunek opisywany jest jako pospolity. Trend liczebności populacji uznaje się za stabilny.